# Indri llanós del Sambirano
L'indri llanós del Sambirano (Avahi unicolor) és un lèmur del gènere dels indris llanosos (Avahi) que viu a la regió del riu Sambirano, a l'oest de Madagascar. El seu nom específic unicolor es refereix a l'absència de patrons de color en aquesta espècie. A diferència del seu parent proper, l'indri llanós occidental, A. unicolor manca de màscara blanca i no té anells foscos al voltant dels ulls.